# Steven Tyler
Stephen Victor Tallarico Blach, conegut amb el nom artístic de Steven Tyler, (26 de març de 1948 a Yonkers, Nova York), és un músic i cantant de rock estatunidenc.

## Biografia
Tyler és descendent d'italians i alemanys per branca del seu pare Victor Tallarico, i de nord-americans i russos per branca de la seva mare, Susana Blach. Té una germana, anomenada Lynda Tallarico.
Tyler comença la seva carrera com a cantant als 6 anys al cor d'una església al conegut barri del Bronx, a Nova York.
L'any 1964, Steven Tyler forma The Strangers, i es fa càrrec de la bateria. D'aquest grup sorgeix Chain Reaction, on versionaven cançons dels Beatles i dels Rolling Stones, i tocaven temes que componia Tyler. El 1970 s'uneixen al grup Joe Perry i Tom Hamilton per crear Aerosmith.
De jove, la seva debilitat per les dones el portà a realitzar diverses teràpies per problemes d'infidelitat. Mantingué una relació de 9 anys amb la seva primera esposa, Cyrinda Foxe, i tingué una filla, Mia Abigail Tyler; a finals de la dècada del 1980 es casaria amb Teresa Barrick, amb qui mantingué 2 anys de relació matrimonial i tingué dos fills més, Chelsea Anna Tyler, i després el seu únic fill mascle, Steven Taj Monroe Tyler. Posteriorment es casà amb la model Bebe Buell, amb qui tingué una filla, l'actriu i model Liv Tyler. Steve, a més de ser vocalista d'Aerosmith, també toca el teclat, l'harmònica, la guitarra, la bateria i la percussió.